# IC 1646
IC 1646 је спирална галаксија у сазвјежђу Рибе која се налази на листи објеката дубоког неба у Индекс каталогу.
Деклинација објекта је + 15° 42' 25" а ректасцензија 1h 12m 43,8s. Привидна величина (магнитуда) објекта IC 1646 износи 14,5 а фотографска магнитуда 15,3. IC 1646 је још познат и под ознакама MCG 2-4-9, CGCG 436-10, PGC 4357.